# Capo Nero
Capo Nero (in ligure Cavu Negru) è una località della riviera ligure di ponente, tra Ospedaletti e Sanremo.

È conosciuta per la limpidezza del suo mare, la cui pulizia è dovuta ad un particolare gioco di correnti.
In inverno - stagione che nella zona risulta particolarmente mite - fioriscono diversi fiori di agave che, specie in dicembre, raggiungono la maggiore espansione.
Il complesso Marina di Capo Nero è stato costruito nel 1961 su progetto dell'architetto genovese Luigi Carlo Daneri. 
Seguendo le idee espresse dal grande maestro Le Corbusier nell'Unité d'Habitation di Marsiglia, il progettista pensò ad un "edificio - città": un luogo all'interno del quale fossero disponibili tutti i servizi necessari per il vivere "moderno". 
La grande piazza sul mare attrezzata a spiaggia con piscine e aree prendisole venne configurata come spazio relazionale dedicato al tempo libero, mentre all'interno dell'edificio una passeggiata, aperta sul mare e raggiungibile anche con l'automobile fu destinata ad accogliere locali commerciali di vario genere, dall'alimentari alla boutique. Ad oggi Capo Nero è uno dei più importanti esempi di architettura moderna in Liguria, oggetto di studio all'interno delle università e al centro di diverse pubblicazioni.

## Infrastrutture e trasporti
A mezza costa del capo passa la strada statale 1 Via Aurelia, servita dalle corse autofiloviarie della linea Sanremo-Ventimiglia. Fino al 1942 tale servizio era svolto dalla tranvia Ospedaletti-Sanremo-Taggia.

## Galleria d'immagini
|  |  |